# Sexsäljares och allierades nätverk i Sverige
Sexsäljares och allierades nätverk i Sverige, SANS var ett nätverk av svenska prostituerade och deras sympatisörer, bildat 2007. Enligt den egna hemsidan arbetade nätverket för att "sexsäljare ska ha samma mänskliga rättigheter som alla andra i samhället och inte utsättas för diskriminering, förtryck eller stigmatisering". De motsatte sig sexköpslagen, kopplerilagen och diskriminering av prostituerade.